# Cercestis congoensis
Cercestis congoensis är en kallaväxtart som beskrevs av Adolf Engler. Cercestis congoensis ingår i släktet Cercestis och familjen kallaväxter. Inga underarter finns listade.